# Obříství
Obříství (en allemand : Oberschistwi) est une commune du district de Mělník, dans la région de Bohême-Centrale, en République tchèque. Sa population s'élevait à 1 549 habitants en 2020.

## Géographie
Obříství se trouve sur la rive gauche de l'Elbe, à 5 km au nord-ouest de Neratovice, à 6 km au sud de Mělník et à 23 km au nord du centre de Prague.
La commune est limitée par Hořín et Mělník au nord, par l' Elbe et les communes de Kly et Libiš à l'est, par Neratovice au sud et par Chlumín et Zálezlice à l'ouest.

## Histoire
La première mention écrite de la localité date de 1290.

## Administration
La commune se compose de trois quartiers :
- Obříství
- Dušníky
- Semilkovice